# 科氏短蜴脂鯉
科氏短蜴脂鯉，為輻鰭魚綱脂鯉目脂鯉亞目脂鯉科的其中一個種。分布於南美洲索利蒙伊斯河及马代拉河流域，體長可達7.3公分，棲息在底中層水域，生活習性不明。